# Scilla cydonia
Scilla cydonia är en sparrisväxtart som beskrevs av Franz Speta. Scilla cydonia ingår i släktet blåstjärnesläktet, och familjen sparrisväxter. Inga underarter finns listade i Catalogue of Life.